# Ивановка (Сарненский район)
Ивановка (укр. Іванівка) — село, входит в Константиновский сельский совет Сарненского района Ровненской области Украины.
Население по переписи 2001 года составляло 435 человек. Почтовый индекс — 34509. Телефонный код — 3655. Код КОАТУУ — 5625482503.

## История
В 1946 г. Указом Президиума ВС УССР село Яновка переименовано в Ивановку.

## Местный совет
34509, Ровненская обл., Сарненский р-н, с. Константиновка, ул. Шевченко, 11.